# Albert Alden
Cyril Albert Alden (Bermondsey, 6 novembre 1887 – Shipdham, 25 giugno 1965) è stato un pistard britannico.

## Palmarès
- Giochi olimpici

Anversa 1920: argento nella 50 chilometri, argento nell'inseguimento a squadre.
Parigi 1924: argento nella 50 chilometri.